# Baquba
Baquba (arabisch بعقوبة, DMG Baʿqūba, syrisch ܒܰܩܽܘܒܰܐ Baʿqūba, manchmal auch Bakuba, Baqubah, Baakuba, ist aramäischen Ursprungs und bedeutet „Jakobs Haus“) ist eine Stadt im Irak, etwa 60 Kilometer nördlich von Bagdad gelegen. Sie zählt insgesamt 500.000 Einwohner. Baquba ist die Hauptstadt der Provinz Diyala und liegt am gleichnamigen Fluss. 100 km nordöstlich liegt Chanaqin, nach Kirkuk das zweitwichtigste Erdölzentrum des Irak.

## Bevölkerung
Die Bevölkerung besteht aus einer knappen Mehrheit von arabischen Sunniten, die zweitgrößte Volksgruppe bilden die Kurden. Daneben leben viele Schiiten, Turkmenen und Assyrische/Aramäische Christen in Baquba, viele von ihnen kamen während des Völkermordes an den Aramäern im Osmanischen Reich im Ersten Weltkrieg als Flüchtlinge in die Stadt. Diese ethnische und konfessionelle Mischung macht Baquba zu einem Zentrum für Extremisten jeglicher Couleur.

## Klima
An manchen Tagen im Sommer steigt die Temperatur in dieser Gegend auf bis zu 50 Grad Celsius. Erträglich ist diese Hitze nur aufgrund der sehr niedrigen Luftfeuchtigkeit und eines fast stetig wehenden Windes.

## Geschichte
Seit dem Irak-Krieg 2003 wurde Baquba zum Ziel mehrerer Anschläge. 2007 kam es im Ort zur Schlacht von Baquba.
Am 14. Juni 2011 kamen bei einem Autobombenanschlag auf das Parlament der Provinz Diyala 11 Menschen ums Leben. Das Parlament wurde danach von Bewaffneten gestürmt die 45 Geiseln nahmen. Bei der Befreiung waren die Streitkräfte der Vereinigten Staaten beteiligt.